# Magic 3
Pour les articles homonymes, voir Magic.
Albums de Nas
Magic 2
(2023)
Magic 3 est le dix-septième album studio du rappeur américain Nas, sorti en 2023. L'album est intégralement produit par Hit-Boy et fait suite à Magic (2021) et Magic 2, sorti quelques semaines plus tôt seulement.

## Historique
Le 8 septembre 2023, moins de deux mois après la sortie de Magic 2, Nas poste une mystérieuse vidéo sur son compte Instagram, annonçant la sortie prochaine d'un nouvel opus. Le 12 septembre, il confirme officiellement le projet, révèle le titre et dévoile la pochette. Il annonce qu'il sortira le 14 septembre, jour de son 50e anniversaire. La liste des titres est dévoilée peu de temps après.

## Liste des titres
Toutes les chansons sont écrites et composées par Nas et Hit-Boy, sauf Never Die coécrit par Dwayne Carter.
| 1.    | Fever                           | - Nasir Jones - Steve Duboff - Chauncey Hollis Jr. | 2:47 |
| 2.    | TSK                             | - Jones - Hollis | 3:04 |
| 3.    | Superhero Status                | - Jones - Hollis - Penelope McClendon | 2:51 |
| 4.    | I Love This Feeling             | - Jones - Hollis - Dexter Wansel | 3:17 |
| 5.    | No Tears                        | - Jones - Hollis | 3:11 |
| 6.    | Never Die (featuring Lil Wayne) | - Jones - Hollis - Dwayne Carter - Deke Richards - Beatrice Verdi                                                                                         | 3:10 |
| 7.    | Pretty Young Girl               | - Jones - Leroy Bonner - Hollis - Marshall Jones - Ralph Middlebrooks - Walter Morrison - Norman Napier - Andrew Noland - Marvin Pierce - Gregory Webster | 2:20 |
| 8.    | Based on True Events            | - Jones - Hollis | 2:44 |
| 9.    | Based on True Events, Pt. 2     | - Jones - Hollis | 3:14 |
| 10.   | Sitting with My Thoughts        | - Jones - Hollis | 3:00 |
| 11.   | Blue Bentley                    | - Jones - Hollis | 2:35 |
| 12.   | Jodeci Member                   | - Jones - Hollis - George Kerr | 2:47 |
| 13.   | Speechless, Pt. 2               | - Jones - Hollis - George Patterson | 3:05 |
| 14.   | Japanese Soul Bar               | - Jones - Hollis | 3:01 |
| 15.   | 1-800-Nas&Hit                   | - Jones - Hollis - Randolph Muller - Larry Payton | 4:37 |
| 45:43 |                                 | |      |

## Samples
Sources : WhoSampled
- Fever contient un sample de Speak Softly de Bit 'A Sweet et de Represent de Nas.
- TSK contient un sample de Barabas de Hooverphonic.
- Superhero Status contient un sample de I'm on the Sideline d'Eddie Kendricks.
- I Love This Feeling contient des samples de I Think I'll Stay Home Today de Billy Paul et de Change the Beat (Female Version) de Beside.
- Never Die contient un sample de Tomorrow Is Another Day de Smokey Robinson & the Miracles.
- Pretty Young Girl contient un sample de Varee Is Love des Ohio Players.
- Jodeci Member contient un sample de Try Me de The Whatnauts.
- 1-800-Nas&Hit contient des samples de Sweet as Sugar de Brass Construction et de la publicité de Hey Love... The Classic Sounds of Sexy Soul d'Onyx Communications et Hey Love Productions.